# Federico Sánchez vous salue bien
Federico Sanchez vous salue bien est un livre de l'écrivain franco-espagnol Jorge Semprún, publié en espagnol en 1992 et l'année suivante en version française.
Quasiment autobiographique comme la plupart des livres de Jorge Semprun, son action se situe au cours des années où l'auteur, revenu dans son pays après de nombreuses années d'exil, a été nommé ministre de la culture dans le gouvernement de Felipe González. (de 1988 à 1991)

## Présentation
Jorge Semprun reste lucide sur son passage au gouvernement socialiste. Dans une interview, il cite André Malraux qui disait que pour qu’un ministre de la culture réussisse, il devait réunir deux conditions : du temps et un budget. « Je n’ai eu ni l’un ni l’autre, ajoute-t-il. Le bilan personnel est positif, mais le bilan ministériel est, disons, plutôt nul. »

## Structure et contenu

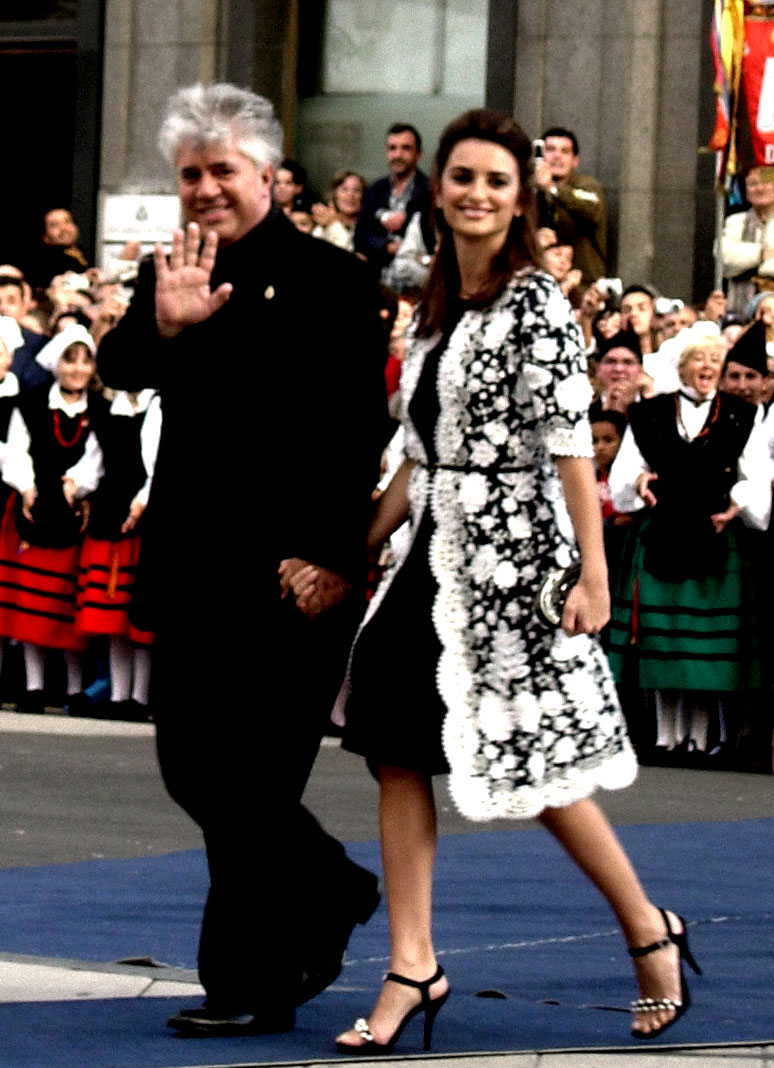
Almodovar et Pénélope Cruz, de la Movida

### Structure
- I D'un retour dans la ville de mon enfance
- II D'un premier conseil des ministres
- III De la culture et de son ministère
- IV  Du corps du roi et de la modernité
- À propos d'une visite du Prado
- V  De l'Europe : 1939/1989
- VI D'une lecture de Tocqueville.

### Contenu
Cette section est promotionnelle ou publicitaire (avril 2025). Considérez son contenu avec précaution et/ou discutez-en.
Après un roman intitulé Autobiographie de Federico Sánchez, voilà qu'il est de retour avec ce livre où Jorge Semprun a de nouveau utilisé son pseudonyme du temps de la clandestinité communiste. C'est en effet sous ce nom qu'il cachait ses activités de responsable communiste au temps du franquisme. 
Lui, le rescapé du camp de Buchenwald, lui qui a bravé la terrible police franquiste avant d'être exclu en 1964 du PCE, le Parti communiste espagnol, il se retrouve ministre de la culture du gouvernement socialiste de Felipe González. Parcours on ne peut plus atypique de ce fils de la grande bourgeoisie madrilène avec grand-père ministre et père ambassadeur. Il est aussi ministre mais cette fois-ci d'une monarchie qui semble ancrée à la démocratie.
Jorge Semprun se penche une nouvelle fois sur son passé, sur le chemin parcouru et tente de cerner certaines questions sur son engagement, quel bilan faire de ce demi-siècle de luttes, comment concilier la culture avec la gestion quotidienne d'un ministère ? Il nous fait croiser la route de personnalités qu'il a rencontrées pendant son passage au ministère, celles au moins qui l'ont le plus marqué ou intéressé, Ernest Hemingway et son ami le torero Dominguin, Primo Levi et la vie des camps, le roi Juan Carlos et le premier ministre Felipe González dans le cadre de ses activités ministérielles ou encore Raïssa Gorbatchev.
On y découvre aussi l'Espagne de la "Movida", cette période que beaucoup d'Espagnols attendaient depuis longtemps, que d'un point de vue politique, on a appelée la transition démocratique espagnole que Jorge Semprun tente de décrire avec la lucidité qu'on lui connaît.

## Sources bibliographiques
- Jorge Semprun, Federico Sanchez vous salue bien, Éditions Gallimard en 1993, réédition en 1998 chez Grasset et Fasquelle
- Jorge Semprun, Federico Sanchez vous salue bien, Éditions LGF/Le Livre de poche, 249 pages, 1995, Éditions Points/Le Seuil, 01/1996,  (ISBN 2-02-028232-1)
- Édouard de Blaye, Franco ou la monarchie sans roi, éditions Stock, 1974
- Maria Angélica et Semilla Duran, Le Masque et le Masqué : Jorge Semprun et les abîmes de mémoire, Toulouse, Presses Universitaires du Mirail, coll. « Collection des Hespérides », 2005, 253 p. (ISBN 978-2858167692)